# جکی مک‌ویلیامز
جکی مک‌ویلیامز (انگلیسی: Jackie McWilliams؛ زادهٔ ۱۸ فوریهٔ ۱۹۶۴) بازیکن هاکی روی چمن اهل بریتانیا است.